# (4953) 1990 MU

Orbita asteroidului (4953) 1990 MU (cu roșu), văzută de la polul Nord al eclipticii, în epoca 1 ianuarie 2010 și orbitele planetelor Venus, Pământ și Marte, pe care le intersectează.

(4953) 1990 MU este un mare asteroid din apropierea Pământului care aparține clasei de asteroizi Apollo; el traversează și orbitele planetelor Venus și Marte. A fost descoperit de astronomul Robert H. McNaught, la 23 iunie 1990.
Asteroidul are un diametru de aproximativ 3 km; este unul dintre cei mai mari asteroizi din apropierea Pământului.  Numele de 1990 MU este o denumire provizorie. Apoi a primit un număr permanent de la Centrul Obiectelor Minore (4953), fapt ce arată că orbita sa este confirmată, dar nu a primit un nume. Doar o mică parte din asteroizi primesc un nume.

## Istoric
(4953) 1990 MU a fost mai întâi observat timp de trei zile în 1990. Această perioadă este insuficientă pentru atribuirea unui număr permanent, întrucât datele primare nu permit stabilirea unei orbite precise capabilă să se prevadă o reapariție. Cu toate acestea, obiectul a fost descoperit de către programul anglo-australian "Near-Earth Asteroid Survey" pe șase plăci fotografice ale UK Schmidt Telescope datând din 1974. Această tehnică de retro-descoperire are mai mult succes cu asteroizii din grupul de asteroizi Amor, care nu intersectează orbita Pământului și, în consecință, au o lungă perioadă de opoziție, permițând observații mai comode. În această privință asteroidul Apollo 1990 MU este cam neobișnuit.

## Orbita
Distanța minimă de intersecție a orbitei terestre cu cea a obiectului este de  0,0276 UA, adică de 4.128.904,8 km, care este destul de mică pentru a caracteriza asteroidul drept obiect potențial periculos. Asteroidul s-a apropiat de Pământ în mai multe rânduri în trecut, între care în mai 1990 și în iunie 1996. În viitor, se va apropia de Pământ la 6 iunie 2027 la 0,0308 UA (magnitudinea sa ar putea ajunge, de altfel, la 8,7). Un pasaj și mai apropiat va avea loc la 5 iunie 2058, la 0,0231 UA. În trecut, la 5 octombrie 2012, asteroidul s-a apropiat de planeta Venus la 0,0568 UA  (8.497.166,4 km) și va trece din nou pe lângă planetă la 3 septembrie 2041. Distanța minimă de intersecție a orbitei Pământului cu aceea a obiectului fiind, în prezent, în descreștere, riscul de coliziune devine potențial mai important în cursul secolului al XXI-lea, în timp ce această distanță minimă față de orbita planetei Venus crește.

## În viitor
Misiunea de astrometrie Gaia (lansată la 19 noiembrie 2013) a Agenției Spațiale Europene, trebuie să studieze efectul Yarkovsky asupra obiectelor din apropierea Pământului. Efectul Yarkovsky este o forță gravitațională de slabă amplitudine care se exercită asupra obiectelor în rotație și care le poate afecta traiectoria. Efectul său asupra micilor corpuri, cum sunt asteroizii, poate fi important și trebuie luat în considerare pentru predicția traiectoriei viitoare a acestor obiecte. Asteroidul (4953) 1990 MU face parte din candidații cei mai promițători pentru măsurarea acestei forțe în cadrul proiectului.